# ТЕС Camaçari Muricy I
12°39′44″ пд. ш. 38°16′38″ зх. д. / 12.66222° пд. ш. 38.27722° зх. д.
ТЕС Камасарі Muricy I – теплова електростанція на сході Бразилії у штаті Баїя. 
У 2009 році на майданчику станції ввели в експлуатацію 8 генераторних установок на основі двигунів внутрішнього згоряння виробництва MAN типу 18V48/60 потужністю по 18,5 МВт. 
Як паливо станція споживає нафтопродукти, проте може бути переведена на природний газ (перший газопровід вивели до Камасарі ще в 1970 році).
Видача продукції відбувається по ЛЕП, розрахованій на роботу під напругою 230 кВ.